# Diplazium doederleinii
Diplazium doederleinii är en majbräkenväxtart som först beskrevs av Christian Luerssen och som fick sitt nu gällande namn av Mak.
Diplazium doederleinii ingår i släktet Diplazium och familjen Athyriaceae. Inga underarter finns listade i Catalogue of Life.